# レントオール岸和田
レントオール岸和田は、大阪府泉州地区岸和田市が地盤のイベント総合レンタル業。
地鎮祭・竣工式・テープカット・だんじり入魂式などの各種式典、自治会や官公庁・企業などの地域に根付いたイベント・祭り・展示会などの備品レンタル、会場設営を主とする。
オープニングセレモニー等で執り行うテープカットでは、ロゴや社名等を印刷したオリジナルテープの制作を請け負っている。
取扱い商品は多岐に渡り、体育祭(運動会)用品、学園祭・文化祭等の模擬店用品、選挙用品、オフィス家具から近年は新型コロナウィルス対策商品など。
会場設営に必要なテントやステージ、イス・テーブル類、システムパネルに音響機材、照明等から仮設トイレまで手配が可能。
また、個人であってもパイプイス1脚からレンタル受付可。
完全予約制。
「レントオール岸和田」という名称は、岸和田市に本社を構え、土壌浄化処理・海砂や真砂土などの建材販売を主に手掛ける兼杉興業株式会社に属するレンタル事業部の、西尾レントオールフランチャイズ加盟店としての屋号・店名であり、商号・社名ではない。
岸和田商工会議所・岸和田市観光振興協会会員。

## 沿革
- 1986年 - 兼杉興業株式会社内の総合レンタル事業部として設立。同時に西尾レントオールフランチャイズ加盟。
- 2022年 - 7月25日を以て廃業。